# Ференц Ђурчањ
Ференц Ђурчањ (мађ. Gyurcsány Ferenc; Папа, 4. јун 1961) је мађарски политичар, бивши премијер Мађарске и тренутни председник демократске коалиције. Предложен је да преузме тај положај 25. августа 2004, од стране његове Мађарске социјалистичке партије, након што је Петер Међеш поднео оставку због сукоба са коалиционим партнером. Ђурчањ је изабран за премијера 29. септембра 2004. гласањем у парламенту (197 за, 12 против, док највећа опозициона странка у парламенту није гласала). Предводио је своју коалицију на парламентарним изборима 2006, обезбедивши себи други премијерски мандат.

## Младост
Ђурчањ је рођену град у Папа, у западној Мађарској. Похађао је престижну школу Апацаи Чере Јанош у Будимпешти, али је избачен из ње. После тога, вратио се у своје родно место да би матурирао. Студирао је за учитеља и дипломирао је на Универзитету Јануш Панонијус у Печују. Затим је студирао екомомију на истој установи, стекавши магистарску титулу 1990.
Политиком је почео да се бави 1984. у Организацији младих комуниста. Између 1984. и 1988. је био потпредседник организационог комитета у Печују. Затим је између 1988. и 1989. био председник универзитетског и факултетског централог комитета Организације младих комуниста. Након политичких промена 1989. постао је потпредседник организације-наследнице Мађарске демократске омладинске асоцијације. 1990. прелази из јавног у приватни сектор, радећи за Кредитум фајнаншал консултант, Јурокорп интернашонал фајнанс где је био директор и Алтус, где је био извршни директор (1992-2002), а касније и председник управног одбора.

## Повратак политици
Вратио се политици 2002. као главни стратешки саветник Петера Међешија, претходног премијера. Од маја 2003. до септембра 2004. био је министар одоговоран за спорт, омладину и децу. За време његовог мандата, Мађарска је претрпела велики допинг-скандал на Летњим олимпијским играма 2004. у Атини.
Постао је председник Мађарске социјалистичке партије у округу Ђер-Мошон-Шопрон јануара 2004. и на том месту је служио до септембра 2004. У лето исте године се чинило да је било великих проблема у односима са тадашњим премијером Међешијем, па је Ђурчањ поднео оставку на место министра. За недељу дана ће коалициони проблеми довести до оставке Међешија, а МСП ће изгласати да Ђурчањ постане премијер Мађарске, пошто је био прихватљив за коалиционог партнера Алијанску слободних демократа.
Поново је изабран за премијера након парламентарних избора 2006, у којима је његова социјалистичка партија однела победу, освојивши 210 од 389 места у парламенту (укључујући и места коалиционог партнера) и поставши прва влада која је поново изабрана од 1990.

### Контроверза око аудио-снимка и грађански немири
Дана 17. септембра 2006, на површину је испливао аудио-снимак са затвореног састанка премијерове Мађарске социјалистичке партије, одржаног 26. маја након што је МСП победила на изборима. На овом снимку, Ђурчањ говори да је његова партија лагала земљу и њен народ протеклих пет година да би добила поверење и сачувала власт. Као последица аудио-снимка и чињенице да Ђурчањ не жели да поднесе оставку, серија демонстрација је избила поред зграде мађарског парламента. Прво је било око 5.000-6.000 демонстраната, а касније је тај број порастао на 40.000. Протестанти су затражили оставку Ђурчања и његове владе. Сам Ђурчањ је признао веродостојност аудио-снимка.
Од 17. септембра одржавале су се демонстрације испред зграде Парламента, а мањи протести су одржавани у другим градовима Мађарске.
Дана 1. октобра влада је претрпела пораз на локалним изборима. Пре него што су били познато резултати, председник Ласло Шољом је одржао говор у ком је истакао да је решење ситуације у рукама већине у парламенту.
Дана 6. октобра Ђурчањ је победио на гласању о поверењу влади у парламенту, са 207 гласова за и 165 против, а коалициони посланици нису гласали против њега. Гласање је било јавно.

## Приватни живот
Ференц Ђурчањ има четворо деце из два брака: Петера (1988) и Балинта (1990) из првог брака и Ану (1996) и Тамаша (1997) из садашњег. Ожењен је Кларом Добрев, која је адвокат и предаје на Будимпештанском универзитету. Ђурчањ није показивао своју верску припадност, што је навело многе да претпоставе да је атеист. Ипак, у интервјуу емитованом на телевизији ТВ2 током кампање за парламентарне изборе 2006, Ђурчањ је споменуо да је као тинејџер редовно учествовао у причешћу и да је чак размишљао да постане свештеник. Међутим, на крају, одлучио је да ступи у Организацију младих комуниста. У истом интервјуу је признао своју опчињеност комунистима, посебно Лењином, и како је, по Ђурчањевом гледишту, радничка класа експлоатисана, а да то није схватала.